# Ретикулярная формация
Ретикулярная формация (лат. reticulum — сеточка, formatio — образование) — образование,  тянущееся вдоль всей оси ствола головного мозга. Своим названием оно обязано сетчатой структуре, образуемой его нервными клетками с очень сложными связями. Формация состоит из ретикулярных ядер и большой сети нейронов с разветвлёнными аксонами и дендритами, представляющих единый комплекс, который осуществляет активацию коры головного мозга и контролирует рефлекторную деятельность спинного мозга. Эта сеть нейронов располагается в самой большой части мозгового ствола. Она берёт начало из нижней части продолговатого мозга и протягивается до ядер таламуса.

## Строение и функции
Клетки ретикулярной формации образуют скопления в несколько тысяч штук, отростки направляются в большинство других областей головного мозга, а некоторые доходят до обширных зон мозговой коры.
Клетки формации связаны с корой головного мозга восходящими и реципрокными (нисходящими) путями.
Ядра формации выделяют специфические нейромедиаторы. Так в ядре, называемом голубым пятном и ответственном за активацию коры (в частности, во время фазы быстрого (парадоксального) сна), некоторые клетки секретируют норадреналин, а другие — ацетилхолин. Ещё одно ядро имеет отношение к засыпанию и отвечает за выделение серотонина. Третье, играющее важную роль в облегчении моторных реакций во время пробуждения, секретирует дофамин.
Ретикулярная формация является системой, активирующей кору мозга. Практически все нервные сигналы, посылаемые в большой мозг по сенсорным путям, также поступают в ретикулярную формацию, в которой эти сигналы оцениваются на важность, прежде чем позволить им активировать кору для их обработки. Раздражение ретикулярной формации спящего человека через имплантированный в мозг электрод приводит к резкому пробуждению. То же воздействие на ретикулярную формацию бодрствующего человека вызывает обострение внимания.
Разрушение этой формации у животного вызывает невозможность его бодрствования. При этом имплантированные электроды показывают, что сенсорные сигналы приходят в кору, однако, обработке не подвергаются, так как без воздействия ретикулярной формации кора не активируется.
Таким образом, ретикулярная формация выполняет функцию фильтра, активируя кору только для обработки важных сигналов, но не для привычных или повторных сигналов.
В целом ретикулярная формация выполняет следующие функции:
- Выбирает тип поведения всего организма, в зависимости от конкретной обстановки[4].
- Оказывает облегчающее или тормозящее влияние на сгибательные и разгибательные рефлексы, рефлексы поддержания позы, физическую двигательную активность[5].
- Регулирует эндокринные и висцеральные функции внутренних органов[6].
- Оказывает влияние на врождённое и эмоциональное поведение[7].
- Участвует в процессах инициации, поддержания и изменения бодрствования, внимания, ориентировочных рефлексов[8].
- Играет важную роль в процессах обучения[9].
- Участвует в процессах запоминания[10].
- Обеспечивает протекание внутреннего торможения и фаз быстрого[11] и медленного сна[12].

## История
Открытие функции ретикулярной формации приписывается Джузеппе Моруцци и Горацию Мэгуну. Эти исследователи обнаружили в 1949 году, что при электрической стимуляции ретикулярной формации у подопытных животных, находящихся под наркозом, на ЭЭГ паттерн сна сменяется на паттерн бодрствования. Эти изменения на ЭЭГ происходили одновременно с активностью на уровне поведения. В то же время Годфруа Ж. в своей монографии утверждал, что термин «ретикулярная формация» ввёл открывший её в 1950-х годах Мэгун.